# Soslan Tigiyev
Soslan Vaznoyevich Tigiyev (ossetisch Тыджыты Вазнойы фырт Сослан, russisch Сослан Вазноевич Тигиев; * 12. Oktober 1983 in Ordschonikidse, Nordossetien-Alanien) ist ein usbekischer Ringer ossetischer Herkunft. Er gewann bei den Olympischen Spielen 2008 in Peking eine Silbermedaille und bei den Olympischen Spielen 2012 in London eine Bronzemedaille im Weltergewicht im freien Stil. Wegen erwiesenem Dopings wurde ihm je eine 2008 und 2012 erworbene olympische Medaille aberkannt.

## Werdegang
Soslan Tigiyev begann im Alter von neun Jahren 1992 mit dem Ringen und konzentrierte sich dabei auf den freien Stil. Er stammt aus einer ossetischen Ringerfamilie. Sein Bruder Taimuras gewann bei den Olympischen Spielen 2008 eine Silbermedaille im freien Stil im Halbschwergewicht. Soslan Tigiyev trainiert im usbekischen Ringerzentrum in Taschkent. Sein Trainer ist Kasbeg Dedegkajew. Der 1,72 Meter große Athlet startet im Welter- oder im Mittelgewicht. Er studierte an der Staatl.-Gorsky-Universität in Wladikawkas Agrarwissenschaften.
Im Juniorenbereich war er bei keinen internationalen Meisterschaften am Start. Bei den Senioren startete er erstmals im Jahre 2005 bei solchen Meisterschaften. Dabei belegte er bei der Asienmeisterschaft in Wuhan im Weltergewicht den 2. Platz hinter dem Chinesen Si Riguleng. Bei der Weltmeisterschaft dieses Jahres in Budapest kam er im Weltergewicht nach Siegen über Harutjun Jenokjan, Armenien und Jussuf Abdussalomow, Tadschikistan und einer Niederlage gegen Joe E. Williams aus den Vereinigten Staaten auf den 8. Platz.
Im Jahre 2006 belegte Soslan Tigiyev bei den Asienspielen in Doha im Weltergewicht hinter Ashgar Ali Basrighaleh aus dem Iran und Cho Byung-kwan aus Südkorea den 3. Platz. Bei der Weltmeisterschaft dieses Jahres in Guangzhou konnte er voll überzeugen. Er besiegte dort Sombir aus Indien, verlor aber in seinem zweiten Kampf gegen seinen ossetischen Landsmann Ibrahim Aldatow, der für die Ukraine startete. Danach gewann er aber noch mit Siegen über Lee Armstrong, Australien, Krystian Brzozowski aus Polen und Michail Ganew aus Bulgarien eine Bronzemedaille. Auch im Jahre 2007 startete er wieder bei der Weltmeisterschaft. Er kam aber in Baku nach einem Sieg über Andriy Shyyka aus Deutschland und einer Niederlage gegen Murad Hajdarau aus Belarus nur auf den 24. Platz.
2008 siegte er beim Turnier in Martigny/Schweiz im Weltergewicht vor Ashgar Ali Basrighaleh, Krystian Brzozowski und Kiril Tersiew aus Bulgarien. Für die Olympiade in Peking 2008 hatte er sich mit Hilfe von Doping in Form gebracht. Seine Siege über Ștefan Gheorghiță (Rumänien), Emzarios Bedinidis (Griechenland), Murad Hajdarau (Belarus) und Buwaissar Saitijew (Russland) wurden daher nachträglich annulliert.
In den Jahren 2009 bis 2011 startete Soslan Tigiyev bei keinen internationalen Meisterschaften. 2012 gelang ihm ein Sieg über seinen Landsmann Raschid Kurbanow, der sich bereits für die Olympischen Spiele qualifiziert hatte. Erneut gedopt fuhr Tigijew nach London. Seine 2016 ebenfalls aus den olympischen Listen gelöschten Siege über Oleg Motsalin (Griechenland) Kiril Tersiew (Bulgarien) und Gábor Hatos (Ungarn) brachten ihm nach einer Niederlage gegen Sadegh Saeed Goudarzi (Iran) einen dritten Platz.

## Doping-Wiederholungstäter
In einer während der Olympischen Spiele 2012 in London genommenen Dopingprobe wurde Tigiyev die verbotene Substanz Methylhexanamin nachgewiesen, die unrechtmäßig erworbene olympische Bronzemedaille wurde ihm daraufhin noch im November 2012 aberkannt. Bei Nachtests 2016 wurde deutlich, dass der Dopingsünder bereits bei den Olympischen Spielen 2008 in Peking gedopt gewesen war. Auch die dort erworbene Silbermedaille wurde aberkannt.

## Internationale Erfolge
| Jahr | Platz | Wettbewerb                                  | Gewichtsklasse | Ergebnisse |
| 2005 | 5.    | Welt-Cup in Taschkent                       | Welter         | hinter Iván Fundora, Kuba, Astur Schoutajew, Russland, Joe E. Williams, USA und Hadi Habibi, Iran                                                                              |
| 2005 | 2.    | Asienmeisterschaft in Wuhan                 | Welter         | hinter Si Riguleng, China, vor Hadi Habibi und Rames B. Kumar, Indien |
| 2005 | 8.    | WM in Budapest                              | Welter         | nach Siegen über Harutjan Jenokjan, Armenien und Jussuf Abdussalomow, Tadschikistan                                                                                            |
| 2006 | 3.    | WM in Guangzhou                             | Welter         | nach einem Sieg über Sombir, Indien, einer Niederlage gegen Ibrahim Aldatow und Siegen über Lee Armstrong, Australien, Krystian Brzozowski, Polen und Michail Ganew, Bulgarien |
| 2006 | 3.    | Asienspiele in Doha                         | Welter         | hinter Asghar Ali Basrighaleh, Iran und Cho Byung-kwan, Südkorea |
| 2007 | 1.    | Welt-Cup in Krasnojarsk                     | Welter         | vor Denis Zargusch, Russland, Don Pritzlaff, USA und Dawit Achalmasulischwili, Georgien                                                                                        |
| 2007 | 24.   | WM in Baku                                  | Welter         | nach einem Sieg über Andriy Shyyka, Deutschland und einer Niederlage gegen Murad Hajdarau, Belarus                                                                             |
| 2008 | 1.    | Olympia-Qualif.-Turnier in Martigny/Schweiz | Welter         | vor Ashgar Ali Basrighaleh, Krystian Brzozowski und Kiril Tersiew, Bulgarien                                                                                                   |
| 2009 | 1.    | Golden-Grand-Prix in Baku                   | Welter         | vor Irbek Farnijew, Russland, Çamsulvara Çamsulvarayev und Agil Gustijew, beide Aserbaidschan                                                                                  |
| 2010 | 11.   | Welt-Cup in Moskau                          | Mittel         | Sieger: Novruz Temrezov, Aserbaidschan vor Jake Herbert, USA |
| 2010 | 8.    | Golden-Grand-Prix in Baku                   | Mittel         | Sieger: Novruz Temrezov vor Jake Herbert |
| 2011 | 5.    | Ramasan-Kadyrow-Cup in Grosny               | Mittel         | hinter Ansor Boltukajew, Russland, Gadschimurad Nurmagomedow, Armenien, Murad Ramasanow, Russland und Omar Machamedow, Belarus                                                 |
| 2012 | 3.    | Intern. Turnier in Kiew                     | Welter         | hinter Alexander Gostijew, Russland und Andrew Howe, USA |
| 2012 | 1.    | Schwarzmeer-Turnier in Odessa               | Welter         | vor Oleg Belozerkowski, Ukraine und Gia Tschikladse, Georgien |

Legende:
- alle Wettkämpfe im freien Stil
- WM = Weltmeisterschaft
- Weltergewicht, Gewichtsklasse bis 74 kg, Mittelgewicht, bis 84 kg Körpergewicht